# Anto Rajković
Anto Rajković (Vitez, 17. kolovoza 1952.) je bosanskohercegovački nogometni trener, te bivši nogometaš.
Bio je od 1977. do 1978. reprezentativac Jugoslavije.

## Vanjske poveznice
- Facebook
- Fudbalska reprezentacija Srbije